# Франтішек Каван
Франтішек Каван (чеськ. František Kaván; 10 вересня 1866, Виховска Лота — 16 грудня 1941, Лібунь) — чеський художник і поет.

## Біографія
Франтішек Каван народився 10 вересня 1866 року у Виховска Лота біля міста Їлемнице (тепер округ Семіли, Ліберецький край). 1888 року закінчив гімназію в місті Градець-Кралове. З 1889 по 1896 роки вивчав живопис в академії у Празі під керівництвом Юліуса Маржака. Франтішек Каван був членом Чеської академії наук і мистецтв. 1900 року здобув золоту медаль на Всесвітній виставці у Парижі.
Останні роки свого життя провів неподалік від Крконоше, у місцевості, де народився.
Каван помер 16 грудня 1941 року у селі Лібунь, що біля міста Їчин (тепер Краловоградецький край).

## Творчість
Франтішек Каван спеціалізувався на реалістичних пейзажах і створив понад 4000 картин. Найбільше він писав гірські пейзажі Крконоше та Височини.
Каван писав вірші та перекладав літературні твори із російської мови. На відміну від картин, вірші Кавана були забуті.

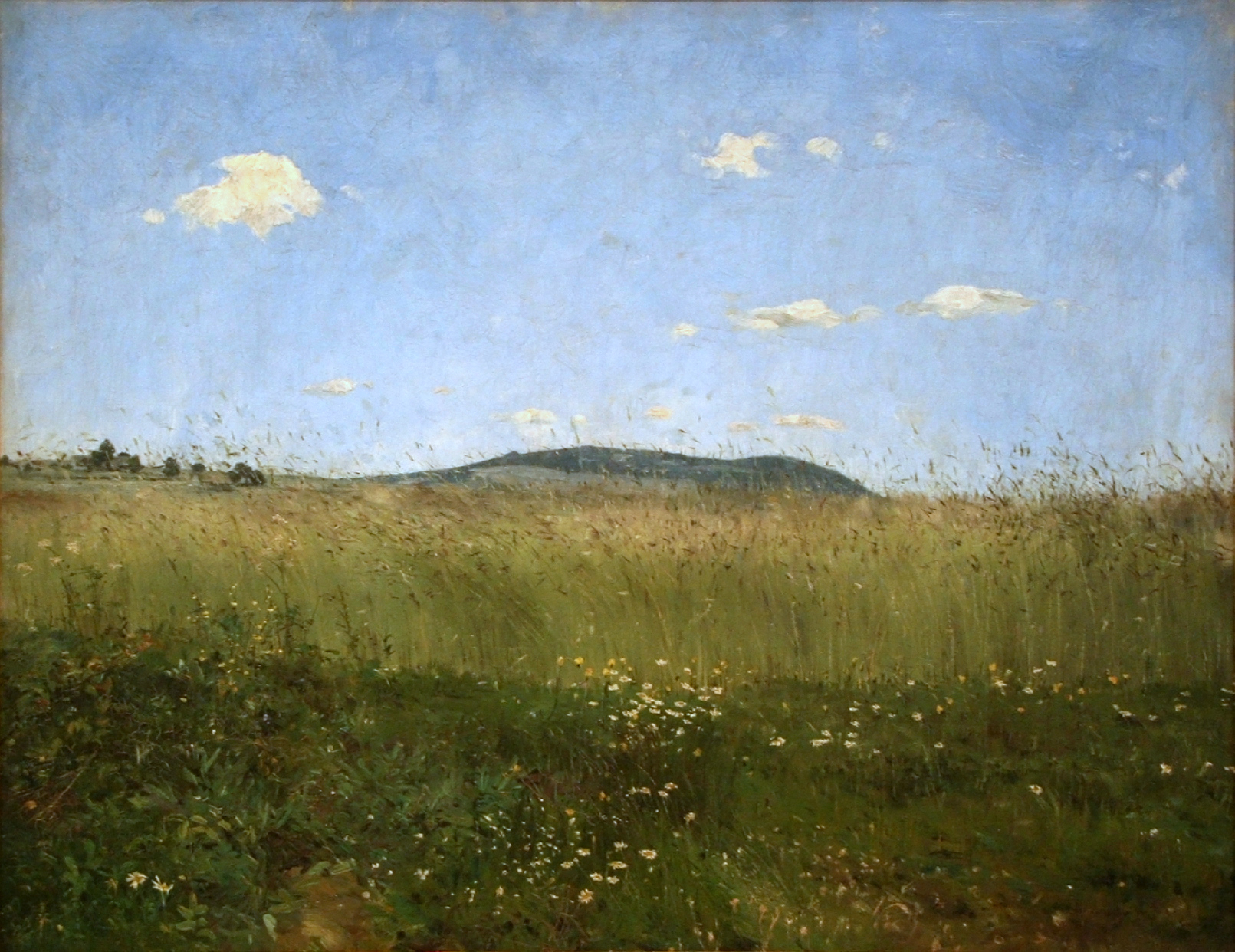
«Повітря дому» (чеськ. Na vzduchu domova) (1895)
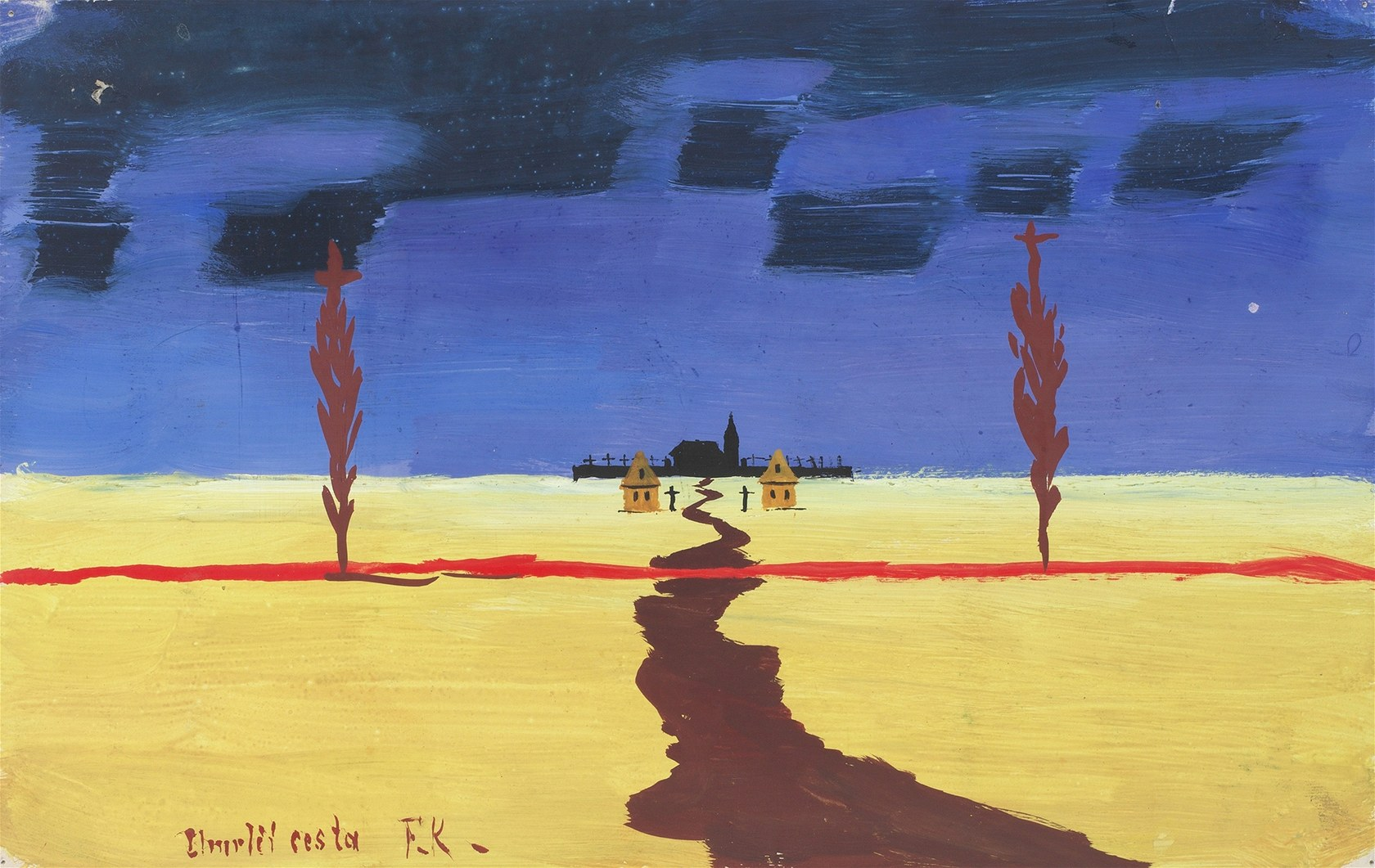
«Подорож смерті» (чеськ. Umrlčí cesta) (1895–1896)
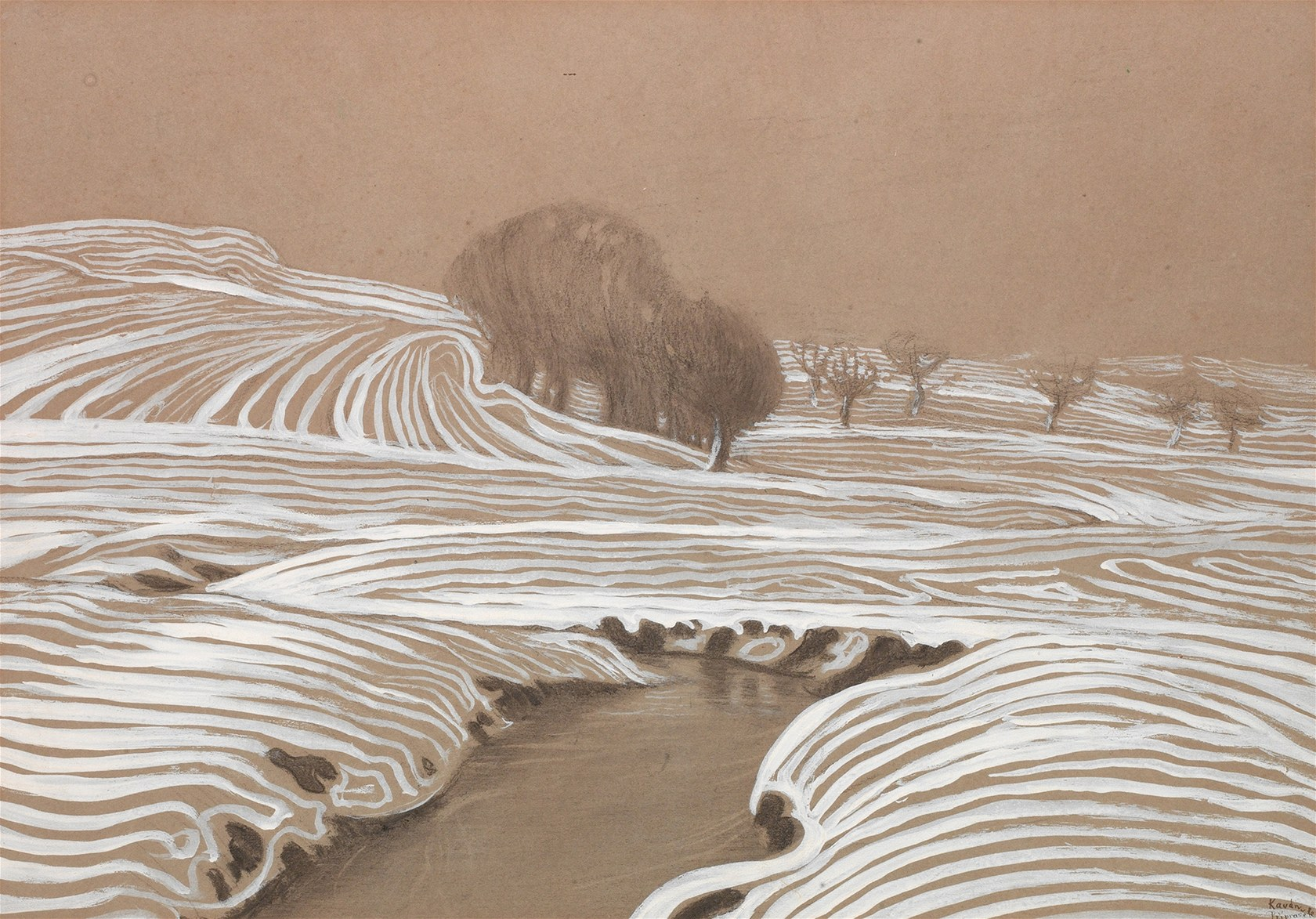
«Відлига» (чеськ. Tání – Příprašek) (1899)
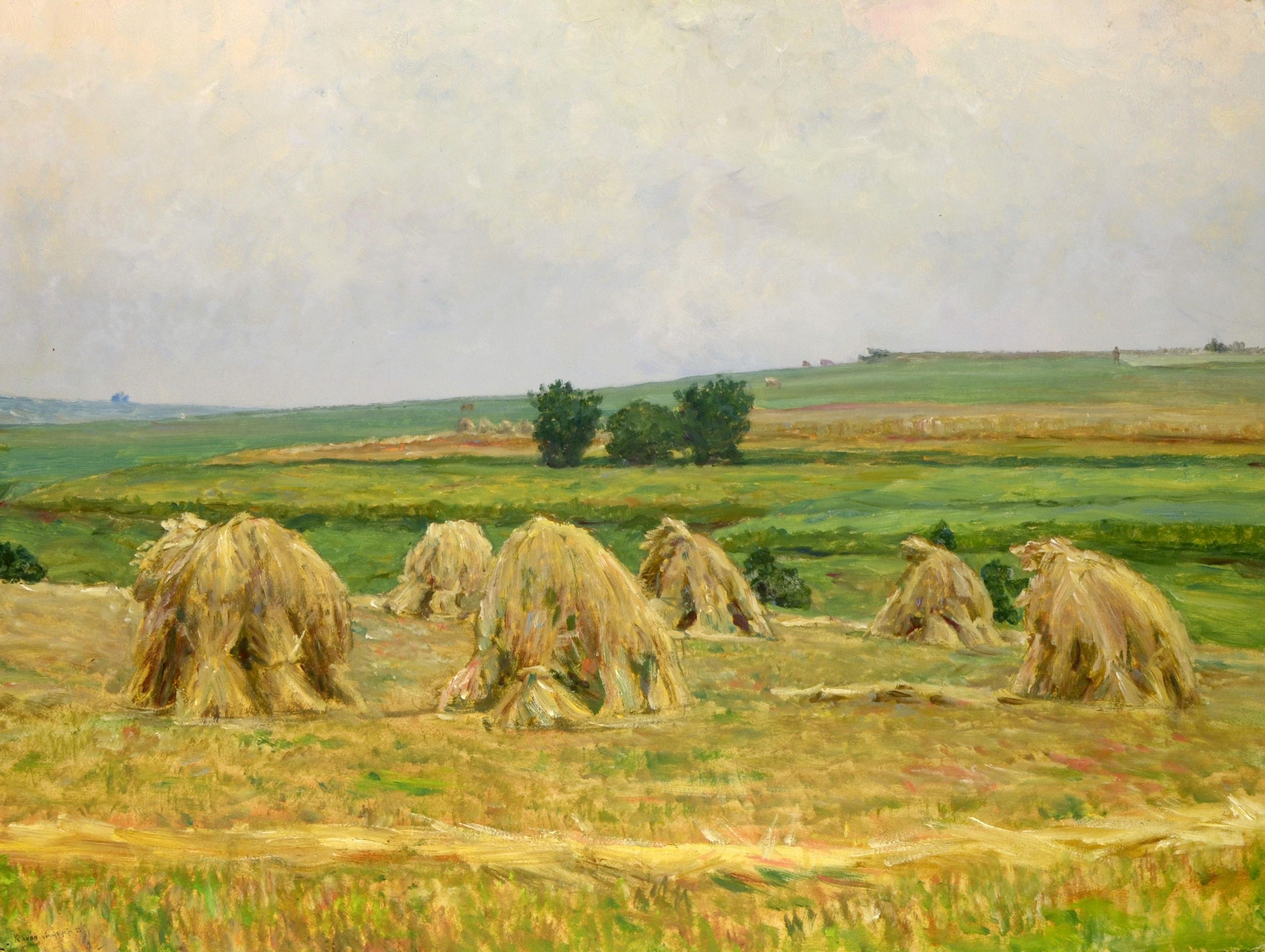
«Урожай» (чеськ. Sklizeň) (1922)
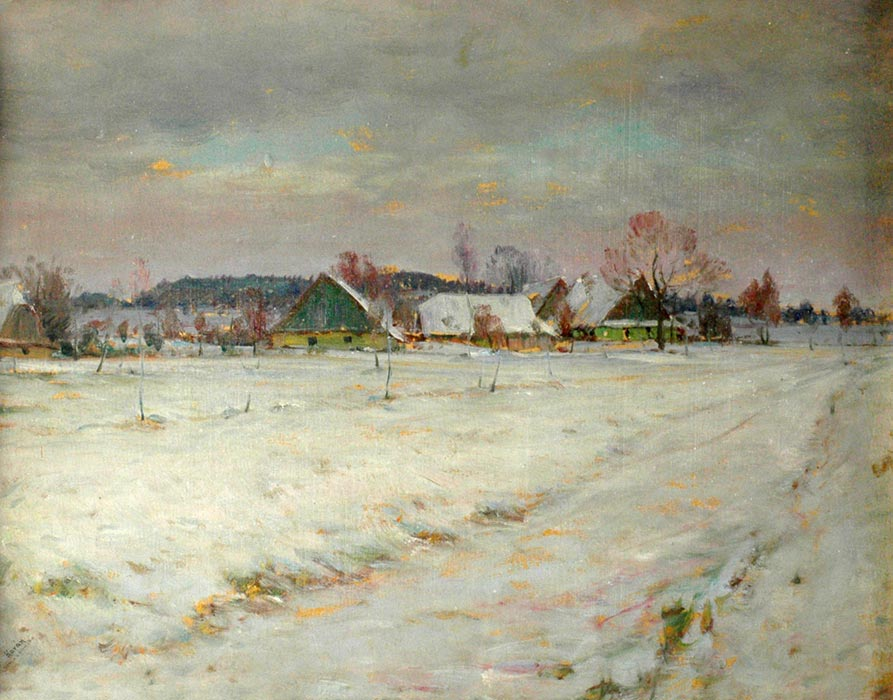
«Зима у Глінска» (чеськ. Zima u Hlinska) (дата невідома)